# Andrew McBurney

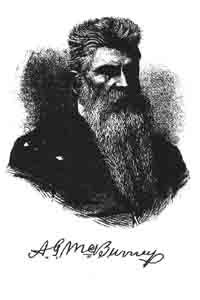
Andrew McBurney

Andrew Graham McBurney (* 13. November 1817 im Hamilton County, Ohio; † 23. April 1894 in Lebanon, Ohio) war ein US-amerikanischer Politiker. Zwischen 1866 und 1868 war er Vizegouverneur des Bundesstaates Ohio.

## Werdegang
Andrew McBurney wuchs in Lebanon im Warren County auf, wo er bis 1836 eine Lehre als Schreiner absolvierte. Nach einem späteren Jurastudium und seiner 1843 erfolgten Zulassung als Rechtsanwalt begann er in diesem Beruf zu arbeiten. Dabei wurde er Partner von Thomas Corwin, der später unter anderem US-Senator und Gouverneur von Ohio wurde. Politisch schloss sich McBurney zunächst der Demokratischen Partei an. Anfang der 1860er Jahre wechselte er zu den Republikanern. Zwischen 1861 und 1865 saß er im Senat von Ohio.
1865 wurde McBurney an der Seite von Jacob Dolson Cox zum Vizegouverneur von Ohio gewählt. Dieses Amt bekleidete er zwischen 1866 und 1868. Dabei war er Stellvertreter des Gouverneurs und Vorsitzender des Staatssenats. Bei den Präsidentschaftswahlen des Jahres 1868 war er einer der Wahlmänner, die General Ulysses S. Grant offiziell zum US-Präsidenten wählten. Nach seiner Zeit als Vizegouverneur praktizierte er wieder als Anwalt. Andrew McBurney starb am 23. April 1894 in Lebanon.